# Franciaország a 2002. évi téli olimpiai játékokon
Franciaország az egyesült államokbeli Salt Lake Cityben megrendezett 2002. évi téli olimpiai játékok egyik részt vevő nemzete volt. Az országot az olimpián 15 sportágban 114 sportoló képviselte, akik összesen 11 érmet szereztek.

## Érmesek
| Érem  | Versenyző                                             | Sportág      | Versenyszám                 |
| ----- | ----------------------------------------------------- | ------------ | --------------------------- |
| Arany | Jean-Pierre Vidal                                     | Alpesisí     | Férfi műlesiklás            |
| Arany | Carole Montillet                                      | Alpesisí     | Női lesiklás                |
| Arany | Marina Anissina Gwendal Peizerat                      | Műkorcsolya  | Jégtánc                     |
| Arany | Isabelle Blanc                                        | Snowboard    | Női parallel giant slalom   |
| Ezüst | Sébastien Amiez                                       | Alpesisí     | Férfi műlesiklás            |
| Ezüst | Laure Pequegnot                                       | Alpesisí     | Női műlesiklás              |
| Ezüst | Raphaël Poirée                                        | Biatlon      | Férfi 12,5 km üldözőverseny |
| Bronz | Vincent Dafrasne Gilles Marquet Raphaël Poirée Robert | Biatlon      | Férfi 4 × 7,5 km váltó      |
| Bronz | Richard Gay                                           | Síakrobatika | Férfi mogul                 |
| Ezüst | Doriane Vidal                                         | Snowboard    | Női halfpipe                |
| Ezüst | Karine Ruby                                           | Snowboard    | Női parallel giant slalom   |

## Alpesisí
| Versenyző                | Versenyszám            | 1. futam | 1. futam | 2. futam      | 2. futam      | Összesítés    | Összesítés    |
| Versenyző                | Versenyszám            | Idő      | Hely.    | Idő           | Hely.         | Idő           | Helyezés      |
| ------------------------ | ---------------------- | -------- | -------- | ------------- | ------------- | ------------- | ------------- |
| Sébastien Amiez          | Műlesiklás             | 50,16    | 8.       | 51,66         | 1.            | 1:41,82       |               |
| Pierrick Bourgeat        | Műlesiklás             | 50,54    | 12.      | nem ért célba | nem ért célba | kiesett       | kiesett       |
| Joël Chenal              | Óriás-műlesiklás       | 1:13,76  | 19.      | 1:13,32       | 28.           | 2:27,08       | 21.           |
| Frédéric Covili          | Óriás-műlesiklás       | 1:13,70  | 16.      | 1:11,95       | 16.           | 2:25,65       | 15.           |
| Claude Crétier           | Lesiklás               |          |          |               |               | 1:39,96       | 5.            |
| Claude Crétier           | Szuperóriás-műlesiklás |          |          |               |               | nem ért célba | nem ért célba |
| Pierre-Emmanuel Dalcin   | Lesiklás               |          |          |               |               | 1:40,58       | 11.           |
| Antoine Dénériaz         | Lesiklás               |          |          |               |               | 1:40,74       | 12.*          |
| Sébastien Fournier-Bidoz | Lesiklás               |          |          |               |               | 1:40,39       | 10.           |
| Sébastien Fournier-Bidoz | Szuperóriás-műlesiklás |          |          |               |               | 1:23,82       | 15.*          |
| Vincent Millet           | Óriás-műlesiklás       | 1:14,03  | 21.*     | nem ért célba | nem ért célba | kiesett       | kiesett       |
| Christophe Saioni        | Szuperóriás-műlesiklás |          |          |               |               | 1:24,28       | 20.           |
| Jean-Pierre Vidal        | Műlesiklás             | 48,01    | 1.       | 53,05         | 6.            | 1:41,06       |               |

| Versenyző        | Versenyszám | Lesiklás | Lesiklás | Műlesiklás    | Műlesiklás    | Műlesiklás | Műlesiklás | Műlesiklás | Műlesiklás | Összesítés | Összesítés |
| Versenyző        | Versenyszám | Lesiklás | Lesiklás | 1. futam      | 1. futam      | 2. futam   | 2. futam   | Össz.      | Össz.      | Összesítés | Összesítés |
| Versenyző        | Versenyszám | Idő      | Hely.    | Idő           | Hely.         | Idő        | Hely.      | Idő        | Hely.      | Idő        | Helyezés   |
| ---------------- | ----------- | -------- | -------- | ------------- | ------------- | ---------- | ---------- | ---------- | ---------- | ---------- | ---------- |
| Antoine Dénériaz | Összetett   | 1:41,91  | 24.      | 51,82         | 23.           | 58,24      | 23.        | 1:50,06    | 23.        | 3:31,97    | 21.        |
| Gaëtan Llorach   | Összetett   | 1:40,56  | 10.      | nem ért célba | nem ért célba | kiesett    | kiesett    | kiesett    | kiesett    | kiesett    | kiesett    |

Női
| Versenyző              | Versenyszám            | 1. futam      | 1. futam      | 2. futam | 2. futam | Összesítés | Összesítés |
| Versenyző              | Versenyszám            | Idő           | Hely.         | Idő      | Hely.    | Idő        | Helyezés   |
| ---------------------- | ---------------------- | ------------- | ------------- | -------- | -------- | ---------- | ---------- |
| Ingrid Jacquemod       | Lesiklás               |               |               |          |          | 1:42,70    | 23.        |
| Ingrid Jacquemod       | Szuperóriás-műlesiklás |               |               |          |          | 1:16,17    | 22.        |
| Carole Montillet       | Lesiklás               |               |               |          |          | 1:39,56    |            |
| Carole Montillet       | Óriás-műlesiklás       | 1:18,14       | 20.           | 1:16,39  | 18.      | 2:34,53    | 18.        |
| Carole Montillet       | Szuperóriás-műlesiklás |               |               |          |          | 1:14,28    | 7.         |
| Christel Pascal-Saioni | Műlesiklás             | nem ért célba | nem ért célba | kiesett  | kiesett  | kiesett    | kiesett    |
| Christel Pascal-Saioni | Óriás-műlesiklás       | 1:18,92       | 28.*          | 1:17,48  | 25.      | 2:36,40    | 25.        |
| Laure Pequegnot        | Műlesiklás             | 52,32         | 2.            | 53,85    | 4.       | 1:46,17    |            |
| Laure Pequegnot        | Óriás-műlesiklás       | 1:19,99       | 37.           | 1:19,26  | 36.      | 2:39,25    | 33.        |
| Mélanie Suchet         | Lesiklás               |               |               |          |          | 1:41,15    | 15.        |
| Mélanie Suchet         | Szuperóriás-műlesiklás |               |               |          |          | 1:14,83    | 10.        |
| Vanessa Vidal          | Műlesiklás             | 53,70         | 8.            | 54,41    | 7.       | 1:48,11    | 7.         |

* – egy másik versenyzővel azonos eredményt ért el

## Biatlon
Férfi
| Versenyző                                                    | Versenyszám           | Lövőhiba    | Időeredmény | Helyezés |
| ------------------------------------------------------------ | --------------------- | ----------- | ----------- | -------- |
| Ferréol Cannard                                              | 20 km egyéni          | 5 (1+1+1+2) | 1:01:32,9   | 77.      |
| Vincent Defrasne                                             | 10 km sprint          | 2 (1+1)     | 26:36,7     | 21.      |
| Vincent Defrasne                                             | 12,5 km üldözőverseny | 3 (0+0+2+1) | 34:33,6     | 18.      |
| Vincent Defrasne                                             | 20 km egyéni          | 3 (1+1+0+1) | 56:20,3     | 37.      |
| Gilles Marguet                                               | 10 km sprint          | 4 (1+3)     | 28:20,1     | 66.      |
| Raphaël Poirée                                               | 10 km sprint          | 2 (0+2)     | 25:56,9     | 9.       |
| Raphaël Poirée                                               | 12,5 km üldözőverseny | 1 (0+1+0+0) | 33:17,6     |          |
| Raphaël Poirée                                               | 20 km egyéni          | 2 (0+1+0+1) | 52:52,9     | 10.      |
| Julien Robert                                                | 10 km sprint          | 2 (1+1)     | 27:05,1     | 35.      |
| Julien Robert                                                | 12,5 km üldözőverseny | 4 (2+1+1+0) | 36:55,4     | 39.      |
| Julien Robert                                                | 20 km egyéni          | 3 (1+0+0+2) | 57:54,0     | 54.      |
| Gilles Marquet Vincent Dafrasne Julien Robert Raphaël Poirée | 4 × 7,5 km váltó      | 0+6         | 1:24:36,6   |          |

Női
| Versenyző                                                                       | Versenyszám         | Lövőhiba    | Időeredmény | Helyezés |
| ------------------------------------------------------------------------------- | ------------------- | ----------- | ----------- | -------- |
| Sandrine Bailly                                                                 | 7,5 km sprint       | 1 (0+1)     | 21:35,7     | 7.       |
| Sandrine Bailly                                                                 | 10 km üldözőverseny | 4 (2+0+0+2) | 32:57,2     | 17.      |
| Florence Baverel-Robert                                                         | 7,5 km sprint       | 0 (0+0)     | 21:27,9     | 5.       |
| Florence Baverel-Robert                                                         | 10 km üldözőverseny | 3 (1+0+0+2) | 32:39,8     | 14.      |
| Florence Baverel-Robert                                                         | 15 km egyéni        | 2 (0+0+2+0) | 49:10,2     | 11.      |
| Sylvie Becaert                                                                  | 15 km egyéni        | 2 (0+0+0+2) | 50:09,0     | 16.      |
| Delphine Heymann-Burlet                                                         | 7,5 km sprint       | 1 (1+0)     | 22:37,7     | 23.      |
| Delphine Heymann-Burlet                                                         | 10 km üldözőverseny | 3 (0+0+3+0) | 34:48,4     | 33.      |
| Delphine Heymann-Burlet                                                         | 15 km egyéni        | 2 (1+0+1+0) | 51:19,2     | 26.      |
| Corinne Niogret                                                                 | 7,5 km sprint       | 0 (0+0)     | 21:50,3     | 9.       |
| Corinne Niogret                                                                 | 10 km üldözőverseny | 3 (1+2+0+0) | 34:35,3     | 27.      |
| Corinne Niogret                                                                 | 15 km egyéni        | 1 (0+1+0+0) | 50:49,6     | 21.      |
| Delphine Heymann-Burlet Florence Baverel-Robert Sandrine Bailly Corinne Niogret | 4 × 7,5 km váltó    | 0+11        | 1:31:09,3   | 9.       |

## Bob
Férfi
| Versenyző                                                        | Versenyszám | 1. futam | 1. futam | 2. futam | 2. futam | 3. futam | 3. futam | 4. futam | 4. futam | Összesítés | Összesítés |
| Versenyző                                                        | Versenyszám | Idő      | Hely.    | Idő      | Hely.    | Idő      | Hely.    | Idő      | Hely.    | Idő        | Helyezés   |
| ---------------------------------------------------------------- | ----------- | -------- | -------- | -------- | -------- | -------- | -------- | -------- | -------- | ---------- | ---------- |
| Emmanuel Hostache Bruno Mingeon                                  | Kettes      | 48,23    | 17.      | 48,03    | 10.*     | 48,27    | 17.      | 48,15    | 12.      | 3:12,68    | 13.*       |
| Bruno Mingeon Éric Le Chanony Christophe Fouquet Alexandre Arbez | Négyes      | 46,88    | 6.       | 46,86    | 7.       | 47,25    | 5.       | 47,53    | 5.       | 3:08,56    | 5.         |
| Bruno Thomas Michel André Thibault Giroud Philippe Paviot        | Négyes      | 46,88    | 6.       | 47,03    | 12.      | 47,47    | 11.      | 47,82    | 13.      | 3:09,20    | 10.        |

* – egy másik csapattal azonos eredményt ért el

## Curling

### Férfi
- Dominique Dupont-Roc
- Jan Henri Ducroz
- Thomas Dufour
- Spencer Mugnier
- Philippe Caux

#### Eredmények
Csoportkör
| Nemzet           | Szkip                  | Klub            | Város      | Gy | V |
| ---------------- | ---------------------- | --------------- | ---------- | -- | - |
| Kanada           | Kevin Martin           | Ottewell CC     | Edmonton   | 8  | 1 |
| Norvégia         | Pål Trulsen            | Stabekk CC      | Oslo       | 7  | 2 |
| Svájc            | Andreas Schwaller      | Biel-Touring CC | Biel       | 6  | 3 |
| Svédország       | Peja Lindholm          | Östersunds CK   | Östersund  | 6  | 3 |
| Finnország       | Markku Uusipaavalniemi | Oulunkylä CC    | Helsinki   | 5  | 4 |
| Németország      | Sebastian Stock        | EC Oberstdorf   | Oberstdorf | 4  | 5 |
| Dánia            | Ulrik Schmidt          | Hvidovre CC     | Hvidovre   | 3  | 6 |
| Nagy-Britannia   | Hammy McMillan         | Stranraer CC    | Stranraer  | 3  | 6 |
| Egyesült Államok | Tim Somerville         | Superior CC     | Superior   | 3  | 6 |
| Franciaország    | Dominique Dupont-Roc   | Chamonix CC     | Chamonix   | 0  | 9 |

- február 11., 09:00

| Sheet B            | Sheet B                    | 1 | 2 | 3 | 4 | 5 | 6 | 7 | 8 | 9 | 10 | VE |
| 1. end utolsó köve | Franciaország (Dupont-Roc) | 0 | 1 | 0 | 2 | 0 | 0 | 0 | 2 | 0 | X  | 5  |
|                    | Németország (Stock)        | 0 | 0 | 1 | 0 | 2 | 2 | 1 | 0 | 3 | X  | 9  |

- február 11., 19:00

| Sheet C            | Sheet C                    | 1 | 2 | 3 | 4 | 5 | 6 | 7 | 8 | 9 | 10 | 11 | VE |
| 1. end utolsó köve | Dánia (Schmidt)            | 1 | 0 | 0 | 1 | 0 | 2 | 1 | 0 | 0 | 2  | 1  | 8  |
|                    | Franciaország (Dupont-Roc) | 0 | 1 | 1 | 0 | 2 | 0 | 0 | 2 | 1 | 0  | 0  | 7  |

- február 12., 14:00

| Sheet D            | Sheet D                    | 1 | 2 | 3 | 4 | 5 | 6 | 7 | 8 | 9 | 10 | VE |
| 1. end utolsó köve | Franciaország (Dupont-Roc) | 0 | 0 | 0 | 0 | 0 | 1 | 1 | 0 | 0 | X  | 2  |
|                    | Norvégia (Trulsen)         | 1 | 0 | 0 | 2 | 3 | 0 | 0 | 1 | 2 | X  | 9  |

- február 13., 19:00

| Sheet B            | Sheet B                    | 1 | 2 | 3 | 4 | 5 | 6 | 7 | 8 | 9 | 10 | VE |
|                    | Kanada (Martin)            | 1 | 1 | 3 | 0 | 1 | 2 | X | X | X | X  | 8  |
| 1. end utolsó köve | Franciaország (Dupont-Roc) | 0 | 0 | 0 | 1 | 0 | 0 | X | X | X | X  | 1  |

- február 14., 14:00

| Sheet D            | Sheet D                      | 1 | 2 | 3 | 4 | 5 | 6 | 7 | 8 | 9 | 10 | 11 | VE |
| 1. end utolsó köve | Finnország (Uusipaavalniemi) | 1 | 0 | 2 | 1 | 0 | 0 | 1 | 0 | 0 | 0  | 1  | 6  |
|                    | Franciaország (Dupont-Roc)   | 0 | 2 | 0 | 0 | 1 | 0 | 0 | 0 | 0 | 2  | 0  | 5  |

- február 15., 09:00

| Sheet A            | Sheet A                       | 1 | 2 | 3 | 4 | 5 | 6 | 7 | 8 | 9 | 10 | VE |
| 1. end utolsó köve | Franciaország (Dupont-Roc)    | 1 | 0 | 0 | 1 | 0 | 0 | 0 | 1 | 0 | X  | 3  |
|                    | Egyesült Államok (Somerville) | 0 | 0 | 2 | 0 | 0 | 2 | 1 | 0 | 3 | X  | 8  |

- február 15., 19:00

| Sheet C            | Sheet C                    | 1 | 2 | 3 | 4 | 5 | 6 | 7 | 8 | 9 | 10 | VE |
|                    | Franciaország (Dupont-Roc) | 0 | 0 | 1 | 0 | 2 | 0 | 2 | 0 | 1 | 0  | 6  |
| 1. end utolsó köve | Svédország (Lindholm)      | 0 | 4 | 0 | 2 | 0 | 2 | 0 | 0 | 0 | 1  | 9  |

- február 17., 09:00

| Sheet D            | Sheet D                    | 1 | 2 | 3 | 4 | 5 | 6 | 7 | 8 | 9 | 10 | VE |
| 1. end utolsó köve | Franciaország (Dupont-Roc) | 0 | 0 | 0 | 1 | 0 | 1 | 0 | 1 | 0 | 0  | 3  |
|                    | Svájc (Schwaller)          | 0 | 1 | 0 | 0 | 1 | 0 | 1 | 0 | 2 | 2  | 7  |

- február 17., 19:00

| Sheet B            | Sheet B                    | 1 | 2 | 3 | 4 | 5 | 6 | 7 | 8 | 9 | 10 | VE |
|                    | Franciaország (Dupont-Roc) | 0 | 0 | 2 | 0 | 0 | 0 | 0 | 1 | 0 | 0  | 3  |
| 1. end utolsó köve | Nagy-Britannia (Smith)     | 2 | 0 | 0 | 1 | 0 | 0 | 2 | 0 | 1 | 1  | 7  |

| Csapat        | Helyezés |
| ------------- | -------- |
| Franciaország | 10.      |

## Északi összetett
| Versenyző                                            | Versenyszám        | Síugrás | Síugrás | Síugrás    | Sífutás | Sífutás | Összesítés | Összesítés |
| Versenyző                                            | Versenyszám        | Pont    | Hely.   | Időhátrány | Idő     | Hely.   | Idő        | Helyezés   |
| ---------------------------------------------------- | ------------------ | ------- | ------- | ---------- | ------- | ------- | ---------- | ---------- |
| Kevin Arnould                                        | Normálsánc + 15 km | 236,5   | 9.*     | +2:35      | 40:37,1 | 30.     | 43:12,1    | 17.        |
| Kevin Arnould                                        | Nagysánc + 7,5 km  | 101,1   | 24.*    | +1:25      | 17:35,9 | 33.     | 19:00,9    | 34.        |
| Frédéric Baud                                        | Normálsánc + 15 km | 206,0   | 36.     | +5:08      | 40:27,9 | 29.     | 45:35,9    | 37.        |
| Frédéric Baud                                        | Nagysánc + 7,5 km  | 93,1    | 35.     | +1:55      | 16:38,5 | 14.     | 18:33,5    | 27.        |
| Nicolas Bal                                          | Normálsánc + 15 km | 216,5   | 27.     | +4:15      | 37:28,3 | 2.      | 41:43,3    | 10.        |
| Nicolas Bal                                          | Nagysánc + 7,5 km  | 96,5    | 32.     | +1:42      | 16:22,8 | 2.      | 18:04,8    | 18.        |
| Ludovic Roux                                         | Normálsánc + 15 km | 202,0   | 37.     | +5:28      | 38:54,3 | 12.     | 44:22,3    | 26.        |
| Ludovic Roux                                         | Nagysánc + 7,5 km  | 103,5   | 20.     | +1:16      | 16:29,7 | 6.      | 17:45,7    | 10.        |
| Ludovic Roux Frédéric Baud Nicolas Bal Kevin Arnould | Csapat             | 846,5   | 8.      | +3:02      | 48:33,5 | 5.      | 51:35,5    | 6.         |

* – egy másik versenyzővel azonos eredményt ért el

## Gyorskorcsolya
Férfi
| Versenyző     | Versenyszám | Eredmény | Helyezés |
| ------------- | ----------- | -------- | -------- |
| Cédric Kuentz | 1000 m      | 1:11,26  | 38.      |
| Cédric Kuentz | 1500 m      | 1:48,20  | 29.      |
| Cédric Kuentz | 5000 m      | 6:35,05  | 24.      |

## Jégkorong

### Férfi
| Francia nemzeti férfi jégkorongcsapat-játékoskeret | Francia nemzeti férfi jégkorongcsapat-játékoskeret | Francia nemzeti férfi jégkorongcsapat-játékoskeret | Francia nemzeti férfi jégkorongcsapat-játékoskeret | Francia nemzeti férfi jégkorongcsapat-játékoskeret | Francia nemzeti férfi jégkorongcsapat-játékoskeret | Francia nemzeti férfi jégkorongcsapat-játékoskeret |
| #                                                  | Név                                                | Poszt                                              | Magasság                                           | Súly                                               | Kor                                                | Klub                                               |
| -------------------------------------------------- | -------------------------------------------------- | -------------------------------------------------- | -------------------------------------------------- | -------------------------------------------------- | -------------------------------------------------- | -------------------------------------------------- |
| 1                                                  | Cristobal Huet                                     | K                                                  | 183                                                | 86                                                 | 1975. szeptember 3. (26 évesen)                    | HC Lugano                                          |
| 30                                                 | Fabrice Lhenry                                     | K                                                  | 18                                                 | 78                                                 | 1972. június 29. (29 évesen)                       | Mulhouse                                           |
| 31                                                 | Patrick Rolland                                    | K                                                  | 176                                                | 74                                                 | 1969. június 7. (32 évesen)                        | Grenoble                                           |
| 2                                                  | Allan Carriou                                      | V                                                  | 185                                                | 90                                                 | 1976. február 2. (26 évesen)                       | Rouen                                              |
| 3                                                  | Vincent Bachet                                     | V                                                  | 179                                                | 92                                                 | 1978. április 29. (23 évesen)                      | Reims                                              |
| 13                                                 | Karl DeWolf                                        | V                                                  | 179                                                | 77                                                 | 1972. február 21. (29 évesen)                      | Amiens                                             |
| 20                                                 | Jean-François Bonnard                              | V                                                  | 18                                                 | 88                                                 | 1971. szeptember 14. (30 évesen)                   | Grenoble                                           |
| 24                                                 | Denis Perez                                        | V                                                  | 184                                                | 96                                                 | 1965. április 25. (36 évesen)                      | Amiens                                             |
| 26                                                 | Benoît Pourtanel                                   | V                                                  | 179                                                | 82                                                 | 1974. április 12. (27 évesen)                      | Angers                                             |
| 27                                                 | Baptiste Amar                                      | V                                                  | 183                                                | 85                                                 | 1979. november 11. (22 évesen)                     | Univ. of Mass. at Lowell                           |
| 6                                                  | Benoît Bachelet                                    | T                                                  | 174                                                | 82                                                 | 1974. november 6. (27 évesen)                      | Grenoble                                           |
| 7                                                  | Stéphane Barin                                     | T                                                  | 18                                                 | 82                                                 | 1971. január 8. (31 évesen)                        | Krefeld Penguine                                   |
| 8                                                  | Arnaud Briand                                      | T                                                  | 186                                                | 93                                                 | 1970. április 29. (31 évesen)                      | Lulea HF                                           |
| 9                                                  | Maurice Rozenthal                                  | T                                                  | 177                                                | 77                                                 | 1975. június 20. (26 évesen)                       | IF Bjorkloven                                      |
| 10                                                 | Laurent Meunier                                    | T                                                  | 182                                                | 84                                                 | 1979. január 16. (23 évesen)                       | Univ. of Mass. at Lowell                           |
| 11                                                 | François Rozenthal                                 | T                                                  | 177                                                | 78                                                 | 1975. június 20. (26 évesen)                       | IF Bjorkloven                                      |
| 12                                                 | Philippe Bozon                                     | T                                                  | 18                                                 | 88                                                 | 1966. november 30. (35 évesen)                     | HC Geneve-Servette                                 |
| 14                                                 | Yorick Treille                                     | T                                                  | 19                                                 | 93                                                 | 1980. július 15. (21 évesen)                       | Univ. of Mass. at Lowell                           |
| 16                                                 | Guillaume Besse                                    | T                                                  | 183                                                | 89                                                 | 1976. január 26. (26 évesen)                       | Rouen                                              |
| 22                                                 | Jonathan Zwikel                                    | T                                                  | 181                                                | 86                                                 | 1975. július 16. (26 évesen)                       | Reims                                              |
| 23                                                 | Anthony Mortas                                     | T                                                  | 184                                                | 85                                                 | 1974. február 13. (27 évesen)                      | Reims                                              |
| 25                                                 | Richard Aimonetto                                  | T                                                  | 183                                                | 84                                                 | 1973. január 24. (29 évesen)                       | Reims                                              |
| 28                                                 | Laurent Gras                                       | T                                                  | 176                                                | 83                                                 | 1976. március 15. (25 évesen)                      | Amiens                                             |
| Vezetőedző: Heikki Leime                           | Vezetőedző: Heikki Leime                           | Vezetőedző: Heikki Leime                           | Vezetőedző: Heikki Leime                           | Vezetőedző: Heikki Leime                           | 1962. május 7. (39 évesen)                         | 1962. május 7. (39 évesen)                         |

- Posztok rövidítései: K – Kapus, V – Védő, T – Támadó
- Kor: 2002. február 9-i kora

#### Eredmények
Selejtező
B csoport
| Csapat           | M | Gy | V | D | G+ | G– | Gk | P |
| ---------------- | - | -- | - | - | -- | -- | -- | - |
| Fehéroroszország | 3 | 2  | 1 | 0 | 5  | 3  | +2 | 4 |
| Ukrajna          | 3 | 2  | 1 | 0 | 9  | 5  | +4 | 4 |
| Svájc            | 3 | 1  | 1 | 1 | 7  | 9  | −2 | 3 |
| Franciaország    | 3 | 0  | 2 | 1 | 6  | 10 | −4 | 1 |

| 2002. február 9. | Svájc | 3 – 3 (1–1, 0–1, 2–1) | Franciaország | E Center, West Valley City Nézőszám: 8504 |

|  |  |  |  |  |
|  |  |  |  |  |
|  |  |  |  |  |
|  |  |  |  |  |

| 2002. február 11. | Fehéroroszország | 3 – 1 (1–1, 1–0, 1–0) | Franciaország | Peaks Ice Arena, Provo Nézőszám: 6214 |

|  |  |  |  |  |
|  |  |  |  |  |
|  |  |  |  |  |
|  |  |  |  |  |

| 2002. február 12. | Franciaország | 2 – 4 (0–2, 2–2, 0–0) | Ukrajna | Peaks Ice Arena, Provo Nézőszám: 6019 |

|  |  |  |  |  |
|  |  |  |  |  |
|  |  |  |  |  |
|  |  |  |  |  |

A 13. helyért
| 2002. február 14. | Szlovákia | 7 – 1 (1–0, 2–0, 4–1) | Franciaország | Peaks Ice Arena, Provo Nézőszám: 5956 |

|  |  |  |  |  |
|  |  |  |  |  |
|  |  |  |  |  |
|  |  |  |  |  |

| Csapat        | Helyezés |
| ------------- | -------- |
| Franciaország | 14.      |

## Műkorcsolya
| Versenyző         | Versenyszám  | Rövid program     | Rövid program | Rövid program | Kűr               | Kűr   | Kűr         | Összesítés         | Összesítés |
| Versenyző         | Versenyszám  | Több. hely. száma | Hely.         | Hely. pont.   | Több. hely. száma | Hely. | Hely. pont. | Helyezési pontszám | Helyezés   |
| ----------------- | ------------ | ----------------- | ------------- | ------------- | ----------------- | ----- | ----------- | ------------------ | ---------- |
| Frédéric Dambier  | Férfi egyéni | 5×11+             | 11.           | 5,5           | 5×11+             | 11.   | 11,0        | 16,5               | 11.        |
| Brian Joubert     | Férfi egyéni | 6×17+             | 17.           | 8,5           | 6×13+             | 12.   | 12,0        | 20,5               | 14.        |
| Laetitia Hubert   | Női egyéni   | 6×15+             | 14.           | 7,0           | 5×14+             | 15.   | 15,0        | 22,0               | 15.        |
| Vanessa Gusmeroli | Női egyéni   | 5×8+              | 10.           | 5,0           | 8×17+             | 17.   | 17,0        | 22,0               | 16.        |

| Versenyző                             | Versenyszám | Kötelező tánc 1   | Kötelező tánc 1 | Kötelező tánc 1 | Kötelező tánc 2   | Kötelező tánc 2 | Kötelező tánc 2 | Eredeti (original) tánc | Eredeti (original) tánc | Eredeti (original) tánc | Kűr               | Kűr   | Kűr         | Összesítés         | Összesítés |
| Versenyző                             | Versenyszám | Több. hely. száma | Hely.           | Hely. pont.     | Több. hely. száma | Hely.           | Hely. pont.     | Több. hely. száma       | Hely.                   | Hely. pont.             | Több. hely. száma | Hely. | Hely. pont. | Helyezési pontszám | Helyezés   |
| ------------------------------------- | ----------- | ----------------- | --------------- | --------------- | ----------------- | --------------- | --------------- | ----------------------- | ----------------------- | ----------------------- | ----------------- | ----- | ----------- | ------------------ | ---------- |
| Marina Anissina Gwendal Peizerat      | Jégtánc     | 8×1+              | 1.              | 0,2             | 8×1+              | 1.              | 0,2             | 8×1+                    | 1.                      | 0,6                     | 5×1+              | 1.    | 1,0         | 2,0                |            |
| Isabelle Delobel Olivier Schoenfelder | Jégtánc     | 7×14+             | 14.             | 2,8             | 5×14+             | 14.             | 2,8             | 6×16+                   | 16.                     | 9,6                     | 9×16+             | 16.   | 16,0        | 31,2               | 16.        |

## Rövidpályás gyorskorcsolya
Férfi
| Versenyző       | Versenyszám | Előfutam | Előfutam | Negyeddöntő | Negyeddöntő | Elődöntő | Elődöntő | B döntő | B döntő | Döntő    | Döntő   | Helyezés |
| Versenyző       | Versenyszám | Idő      | Hely.    | Idő         | Hely.       | Idő      | Hely.    | Idő     | Hely.   | Idő      | Hely.   | Helyezés |
| --------------- | ----------- | -------- | -------- | ----------- | ----------- | -------- | -------- | ------- | ------- | -------- | ------- | -------- |
| Gregory Durand  | 1000 m      | kizárták | kizárták | kiesett     | kiesett     | kiesett  | kiesett  | kiesett | kiesett | kiesett  | kiesett | kiesett  |
| Gregory Durand  | 1500 m      | 2:20,496 | 3.       |             |             | 2:49,994 | 5.       | kiesett | kiesett | kiesett  | kiesett | 16.      |
| Bruno Loscos    | 500 m       | 43,864   | 2.       | 1:39,879    | 4.          | kiesett  | kiesett  | kiesett | kiesett | kiesett  | kiesett | 16.      |
| Bruno Loscos    | 1000 m      | 1:28,532 | 3.       | kiesett     | kiesett     | kiesett  | kiesett  | kiesett | kiesett | kiesett  | kiesett | 17.      |
| Bruno Loscos    | 1500 m      | 2:23,517 | 2.       |             |             | 2:15,981 | 2.       |         |         | 2:19,587 | 5.      | 5.       |
| Ludovic Mathieu | 500 m       | 43,790   | 3.       | 1:13,328    | 4.          | kiesett  | kiesett  | kiesett | kiesett | kiesett  | kiesett | 17.      |

Női
| Versenyző         | Versenyszám | Előfutam | Előfutam | Negyeddöntő | Negyeddöntő | Elődöntő | Elődöntő | B döntő  | B döntő | Döntő   | Döntő   | Helyezés |
| Versenyző         | Versenyszám | Idő      | Hely.    | Idő         | Hely.       | Idő      | Hely.    | Idő      | Hely.   | Idő     | Hely.   | Helyezés |
| ----------------- | ----------- | -------- | -------- | ----------- | ----------- | -------- | -------- | -------- | ------- | ------- | ------- | -------- |
| Stéphanie Bouvier | 500 m       | 45,723   | 3.       | kiesett     | kiesett     | kiesett  | kiesett  | kiesett  | kiesett | kiesett | kiesett | 18.      |
| Stéphanie Bouvier | 1000 m      | 1:37,684 | 2.       | 1:35,409    | 3.          | kiesett  | kiesett  | kiesett  | kiesett | kiesett | kiesett | 12.      |
| Stéphanie Bouvier | 1500 m      | 2:30,075 | 2.       |             |             | 2:31,570 | 3.       | 2:32,673 | 6.      |         |         | 11.      |

## Síakrobatika
Mogul
| Versenyző                | Versenyszám | Selejtező | Selejtező | Döntő   | Döntő    |
| Versenyző                | Versenyszám | Pont      | Helyezés  | Pont    | Helyezés |
| ------------------------ | ----------- | --------- | --------- | ------- | -------- |
| Richard Gay              | Férfi       | 25,86     | 5.        | 26,91   |          |
| Johann Grégoire          | Férfi       | 24,97     | 12.       | 22,77   | 14.      |
| Laurent Niol             | Férfi       | 24,46     | 16.       | 25,00   | 12.      |
| Cédric Regnier-Lafforgue | Férfi       | 24,87     | 13.       | 25,63   | 11.      |
| Kathleen Allais          | Női         | 20,54     | 24.       | kiesett | kiesett  |
| Sandra Laoura            | Női         | 23,54     | 7.        | 24,12   | 8.       |

## Sífutás
Férfi
| Versenyző                                                                        | Versenyszám     | Eredmény      | Helyezés      |
| -------------------------------------------------------------------------------- | --------------- | ------------- | ------------- |
| Emmanuel Jonnier                                                                 | 30 km           | 1:13:15,1     | 10.           |
| Christophe Perrillat-Collomb                                                     | 30 km           | nem ért célba | nem ért célba |
| Alexandre Rousselet                                                              | 30 km           | 1:18:01,3     | 47.           |
| Vincent Vittoz                                                                   | 30 km           | 1:13:21,7     | 11.           |
| Alexandre Rousselet Christophe Perrillat-Collomb Vincent Vittoz Emmanuel Jonnier | 4 × 10 km váltó | 1:35:50,8     | 8.            |

| Versenyző                    | Versenyszám              | 10 km klasszikus | 10 km klasszikus | 10 km szabad | 10 km szabad | Helyezés |
| Versenyző                    | Versenyszám              | Idő              | Hely.            | Időhátrány   | Idő          | Helyezés |
| ---------------------------- | ------------------------ | ---------------- | ---------------- | ------------ | ------------ | -------- |
| Emmanuel Jonnier             | 10 + 10 km üldözőverseny | 29:21,2          | 60.              | kiesett      | kiesett      | kiesett  |
| Christophe Perrillat-Collomb | 10 + 10 km üldözőverseny | 28:13,5          | 46.              | +2:06        | 28:11,9      | 56.      |
| Alexandre Rousselet          | 10 + 10 km üldözőverseny | 27:28,1          | 29.              | +1:20        | 25:33,9      | 35.      |
| Vincent Vittoz               | 10 + 10 km üldözőverseny | 27:05,2          | 21.              | +0:58        | 24:19,8      | 13.      |

Női
| Versenyző                        | Versenyszám | Eredmény | Helyezés |
| -------------------------------- | ----------- | -------- | -------- |
| Aurélie Perrillat-Collomb Storti | 10 km       | 30:00,2  | 17.      |
| Karine Philippot                 | 15 km       | 40:38,6  | 8.       |
| Annick Vaxelaire-Pierrel         | 15 km       | 42:26,7  | 24.      |

| Versenyző                        | Versenyszám            | 5 km klasszikus | 5 km klasszikus | 5 km szabad | 5 km szabad | Helyezés |
| Versenyző                        | Versenyszám            | Idő             | Hely.           | Időhátrány  | Idő         | Helyezés |
| -------------------------------- | ---------------------- | --------------- | --------------- | ----------- | ----------- | -------- |
| Aurélie Perrillat-Collomb Storti | 5 + 5 km üldözőverseny | 14:06,0         | 30.             | +1:07       | 13:29,7     | 31.      |
| Karine Philippot                 | 5 + 5 km üldözőverseny | 14:12,9         | 35.             | +1:14       | 13:12,8     | 19.      |
| Annick Vaxelaire-Pierrel         | 5 + 5 km üldözőverseny | 14:18,6         | 40.             | +1:19       | 13:35,9     | 37.      |

## Síugrás
| Versenyző                                                     | Versenyszám | Selejtező | Selejtező | 1. ugrás | 1. ugrás | 2. ugrás | 2. ugrás | Összesítés | Összesítés |
| Versenyző                                                     | Versenyszám | Pont      | Hely.     | Pont     | Hely.    | Pont     | Hely.    | Pont       | Helyezés   |
| ------------------------------------------------------------- | ----------- | --------- | --------- | -------- | -------- | -------- | -------- | ---------- | ---------- |
| Nicolas Dessum                                                | Normálsánc  | 117,5     | 7.*       | 114,0    | 24.*     | 117,5    | 16.*     | 231,5      | 22.*       |
| Nicolas Dessum                                                | Nagysánc    | 104,4     | 10.       | 110,3    | 27.*     | 109,8    | 19.      | 220,1      | 23.        |
| Emmanuel Chedal                                               | Nagysánc    | 97,3      | 21.       | 111,3    | 24.      | 93,6     | 28.*     | 204,9      | 28.        |
| Florentin Durand                                              | Nagysánc    | 66,7      | 44.       | kiesett  | kiesett  | kiesett  | kiesett  | kiesett    | kiesett    |
| Rémi Santiago                                                 | Nagysánc    | 84,0      | 33.       | 106,1    | 33.      | kiesett  | kiesett  | kiesett    | kiesett    |
| Emmanuel Chedal Rémi Santiago Florentin Durand Nicolas Dessum | Csapat      |           |           | 370,7    | 11.      | 384,4    | 10.      | 755,1      | 10.        |

* – egy másik versenyzővel azonos eredményt ért el

## Snowboard
Halfpipe
| Versenyző               | Versenyszám | 1. selejtező | 1. selejtező | 2. selejtező | 2. selejtező | Döntő      | Döntő      | Döntő   | Helyezés |
| Versenyző               | Versenyszám | Pont         | Hely.        | Pont         | Hely.        | 1. forduló | 2. forduló | Hely.   | Helyezés |
| ----------------------- | ----------- | ------------ | ------------ | ------------ | ------------ | ---------- | ---------- | ------- | -------- |
| Jonathan Collomb-Patton | Férfi       | 23,9         | 22.          | 28,5         | 22.          | kiesett    | kiesett    | kiesett | 28.      |
| Mathieu Justafre        | Férfi       | 16,0         | 30.          | 12,2         | 27.          | kiesett    | kiesett    | kiesett | 33.      |
| Sébastien Vassoney      | Férfi       | 13,5         | 32.          | 32,1         | 15.          | kiesett    | kiesett    | kiesett | 21.      |
| Doriane Vidal           | Női         | 38,3         | 3.           |              |              | 43,0       | 36,5       | 2.      |          |

Parallel giant slalom
| Versenyző          | Versenyszám | Selejtező | Selejtező | Nyolcaddöntő                        | Negyeddöntő                     | Elődöntő                             | Döntő                                    | Helyezés |
| Versenyző          | Versenyszám | Idő       | Hely.     | Ellenfél Eredmény                   | Ellenfél Eredmény               | Ellenfél Eredmény                    | Ellenfél Eredmény                        | Helyezés |
| ------------------ | ----------- | --------- | --------- | ----------------------------------- | ------------------------------- | ------------------------------------ | ---------------------------------------- | -------- |
| Mathieu Bozzetto   | Férfi       | 36,90     | 7.        | Dieter Krassnig (AUT) · -2,24       | Philipp Schoch (SUI) · kizárták | kiesett                              | kiesett                                  | 6.       |
| Charlie Cosnier    | Férfi       | 38,41     | 23.       | kiesett                             | kiesett                         | kiesett                              | kiesett                                  | 23.      |
| Nicolas Huet       | Férfi       | 37,49     | 16.       | Gilles Jaquet (SUI) · kizárták      | Sigi Grabner (AUT) · kizárták   | Richard Richardsson (SWE) · kizárták | Bronzmérkőzés · Chris Klug (USA) · +1,36 | 4.       |
| Christophe Ségura  | Férfi       | 38,06     | 21.       | kiesett                             | kiesett                         | kiesett                              | kiesett                                  | 21.      |
| Isabelle Blanc     | Női         | 42,20     | 4.        | Steffi von Siebenthal (SUI) · -1,94 | Julie Pomagalski (FRA) · -2,07  | Jagna Marczułajtis (POL) · kizárták  | Karine Ruby (FRA) · -1,74                |          |
| Julie Pomagalski   | Női         | 42,25     | 5.        | Marion Posch (ITA) · -1,13          | Isabelle Blanc (FRA) · +2,07    | kiesett                              | kiesett                                  | 6.       |
| Karine Ruby        | Női         | 41,45     | 2.        | Marija Tyihvinszkaja (RUS) · -2,89  | Lisa Kosglow (USA) · -2,70      | Lidia Trettel (ITA) · -0,15          | Isabelle Blanc (FRA) · +1,74             |          |
| Florine Valdenaire | Női         | 44,96     | 25.       | kiesett                             | kiesett                         | kiesett                              | kiesett                                  | 25.      |

## Szánkó
| Versenyző       | Versenyszám | 1. futam | 1. futam | 2. futam | 2. futam | 3. futam | 3. futam | 4. futam | 4. futam | Összesítés | Összesítés |
| Versenyző       | Versenyszám | Idő      | Hely.    | Idő      | Hely.    | Idő      | Hely.    | Idő      | Hely.    | Idő        | Helyezés   |
| --------------- | ----------- | -------- | -------- | -------- | -------- | -------- | -------- | -------- | -------- | ---------- | ---------- |
| Yann Fricheteau | Férfi egyes | 45,240   | 21.      | 45,009   | 12.      | 44,869   | 20.      | 45,060   | 13.      | 3:00,178   | 18.        |
| Johan Rousseau  | Férfi egyes | 44,999   | 13.      | 45,025   | 14.      | 44,766   | 16.      | 45,243   | 21.      | 3:00,033   | 15.        |
| Mélanie Ougier  | Női egyes   | 44,228   | 21.      | 44,055   | 21.      | 44,161   | 25.      | 44,043   | 22.      | 2:56,487   | 24.        |

## Szkeleton
| Versenyző        | Versenyszám | 1. futam | 1. futam | 2. futam | 2. futam | Összesítés | Összesítés |
| Versenyző        | Versenyszám | Idő      | Hely.    | Idő      | Hely.    | Idő        | Helyezés   |
| ---------------- | ----------- | -------- | -------- | -------- | -------- | ---------- | ---------- |
| Philippe Cavoret | Férfi       | 51,92    | 14.      | 51,96    | 17.      | 1:43,88    | 17.        |